# Lotta libera ai Giochi della XXVIII Olimpiade - 96 kg maschile
Il torneo si è svolto il 28 e il 29 agosto.
Legenda:
- TO — Vittoria per KO
- SP — Vittoria di superiorità, 10 punti di differenza, sconfitto con punti
- ST — Vittoria di superiorità, 10 punti di differenza, sconfitto senza punti
- PP — Vittoria ai punti, sconfitto con punti tecnici
- PO — Vittoria ai punti, sconfitto senza punti tecnici
- PA — Vittoria per squalifica dell'avversario
- DQ — Vittoria per rinuncia dell'avversario
- CP — Punti di classifica
- TP — Punti tecnici

## Gironi di qualificazione

### Girone 1
| Posizione | Lottatore           | Paese      | W | L | CP | TP |
| --------- | ------------------- | ---------- | - | - | -- | -- |
| 1         | Wang Yuanyuan       | Cina       | 1 | 1 | 4  | 5  |
| 2         | Peter Pecha         | Slovacchia | 1 | 1 | 4  | 5  |
| 3         | Alexandros Laliotis | Grecia     | 1 | 1 | 4  | 4  |

| Rosso               | Blu                 | CP  |    | TP  |
| ------------------- | ------------------- | --- | -- | --- |
| Wang Yuanyuan       | Alexandros Laliotis | 1-3 | PP | 2-3 |
| Peter Pecha         | Wang Yuanyuan       | 1-3 | PP | 1-3 |
| Alexandros Laliotis | Peter Pecha         | 1-3 | PP | 1-4 |

### Girone 2
| Posizione | Lottatore          | Paese        | W | L | CP | TP |
| --------- | ------------------ | ------------ | - | - | -- | -- |
| 1         | Magomed Ibragimov  | Uzbekistan   | 2 | 0 | 6  | 7  |
| 2         | Aleksey Krupniakov | Kirghizistan | 1 | 1 | 3  | 3  |
| 3         | Krassimir Kotchev  | Bulgaria     | 0 | 2 | 1  | 2  |

| Rosso              | Blu                | CP  |    | TP  |
| ------------------ | ------------------ | --- | -- | --- |
| Aleksey Krupniakov | Magomed Ibragimov  | 0-3 | P0 | 0-3 |
| Krassimir Kotchev  | Aleksey Krupniakov | 1-3 | PP | 2-3 |
| Magomed Ibragimov  | Krassimir Kotchev  | 3-0 | PO | 4-0 |

### Girone 3
| Posizione | Lottatore        | Paese       | W | L | CP | TP |
| --------- | ---------------- | ----------- | - | - | -- | -- |
| 1         | Rustam Aghayev   | Azerbaigian | 2 | 0 | 7  | 18 |
| 2         | Islam Bairamukov | Kazakistan  | 1 | 1 | 4  | 9  |
| 3         | Nicolaas Jacobs  | Namibia     | 0 | 2 | 2  | 1  |

| Rosso            | Blu              | CP  |    | TP   |
| ---------------- | ---------------- | --- | -- | ---- |
| Rustam Aghayev   | Islam Bairamukov | 3-1 | PP | 7-2  |
| Nicolaas Jacobs  | Rustam Aghayev   | 0-4 | ST | 0-11 |
| Islam Bairamukov | Nicolaas Jacobs  | 3-1 | PP | 7-1  |

### Girone 4
| Posizione | Lottatore        | Paese   | W | L | CP | TP |
| --------- | ---------------- | ------- | - | - | -- | -- |
| 1         | Alireza Heidari  | Iran    | 2 | 0 | 7  | 13 |
| 2         | Eldar Kurtanidze | Georgia | 1 | 1 | 5  | 8  |
| 3         | Antoine Jaoude   | Brasile | 0 | 2 | 0  | 0  |

| Rosso            | Blu              | CP  |    | TP   |
| ---------------- | ---------------- | --- | -- | ---- |
| Eldar Kurtanidze | Alireza Heidari  | 1-3 | PP | 2-3  |
| Antoine Jaoude   | Eldar Kurtanidze | 0-4 | TO | 1:49 |
| Alireza Heidari  | Antoine Jaoude   | 4-0 | ST | 10-0 |

### Girone 5
| Posizione | Lottatore           | Paese    | W | L | CP | TP |
| --------- | ------------------- | -------- | - | - | -- | -- |
| 1         | Chadžimurat Gacalov | Russia   | 2 | 0 | 6  | 6  |
| 2         | Vadym Tasojev       | Ucraina  | 1 | 1 | 3  | 6  |
| 3         | Rolf Scherrer       | Svizzera | 0 | 2 | 2  | 2  |

| Rosso               | Blu                 | CP  |    | TP  |
| ------------------- | ------------------- | --- | -- | --- |
| Rolf Scherrer       | Vadym Tasojev       | 1-3 | PP | 1-6 |
| Chadžimurat Gacalov | Rolf Scherrer       | 3-1 | PP | 3-1 |
| Vadym Tasojev       | Chadžimurat Gacalov | 0-3 | PO | 0-3 |

### Girone 6
| Posizione | Lottatore           | Paese       | W | L | CP | TP |
| --------- | ------------------- | ----------- | - | - | -- | -- |
| 1         | Aljaksandr Šemarov  | Bielorussia | 2 | 0 | 6  | 8  |
| 2         | Fatih Cakiroglu     | Turchia     | 1 | 1 | 5  | 5  |
| 3         | Enkhtuya Tuvshintur | Mongolia    | 0 | 2 | 0  | 0  |

| Rosso               | Blu                 | CP  |    | TP   |
| ------------------- | ------------------- | --- | -- | ---- |
| Fatih Cakiroglu     | Enkhtuya Tuvshintur | 4-0 | TO | 3:15 |
| Aljaksandr Šemarov  | Fatih Cakiroglu     | 3-1 | PP | 3-1  |
| Enkhtuya Tuvshintur | Aljaksandr Šemarov  | 0-3 | PO | 0-5  |

### Girone 7
| Posizione | Lottatore            | Paese       | W | L | CP | TP |
| --------- | -------------------- | ----------- | - | - | -- | -- |
| 1         | Daniel Cormier       | Stati Uniti | 2 | 0 | 6  | 19 |
| 2         | Bartłomiej Bartnicki | Polonia     | 1 | 1 | 4  | 5  |
| 3         | Radovan Valach       | Austria     | 0 | 2 | 1  | 1  |

| Rosso                | Blu                  | CP  |    | TP   |
| -------------------- | -------------------- | --- | -- | ---- |
| Radovan Valach       | Daniel Cormier       | 0-3 | PO | 0-9  |
| Bartłomiej Bartnicki | Radovan Valach       | 3-1 | PP | 4-1  |
| Daniel Cormier       | Bartłomiej Bartnicki | 3-1 | PP | 10-1 |

## Tabellone a eliminazione
|  | Quarti di finale    | Quarti di finale    |                     |                | Semifinali                | Semifinali                |  |  | Finale         | Finale |
|  |                     |                     |                     |                |                           |                           |  |  |                |        |
|  | 28 agosto 2004      |                     |                     |                |                           |                           |  |  |                |        |
|  |                     |                     |                     |                |                           |                           |  |  |                |        |
|  | Wang Yuanyuan       | 1                   |                     |                |                           |                           |  |  |                |        |
|  | Wang Yuanyuan       | 1                   | 29 agosto 2004      |                |                           |                           |  |  |                |        |
|  | Magomed Ibragimov   | 4                   |                     |                |                           |                           |  |  |                |        |
|  | Magomed Ibragimov   | 4                   | Magomed Ibragimov   | 6              |                           |                           |  |  |                |        |
|  | 28 agosto 2004      |                     | Magomed Ibragimov   | 6              |                           |                           |  |  |                |        |
|  |                     | Alireza Heidari     | 4                   |                |                           |                           |  |  |                |        |
|  | Rustam Aghayev      | Alireza Heidari     | 4                   | 0              |                           |                           |  |  |                |        |
|  | Rustam Aghayev      |                     | 29 agosto 2004      | 0              |                           |                           |  |  |                |        |
|  | Alireza Heidari     | 5                   |                     |                |                           |                           |  |  |                |        |
|  | Alireza Heidari     | 5                   | Magomed Ibragimov   | 1              |                           |                           |  |  |                |        |
|  | 28 agosto 2004      |                     | Magomed Ibragimov   | 1              |                           |                           |  |  |                |        |
|  |                     | Chadžimurat Gacalov | 4                   |                |                           |                           |  |  |                |        |
|  | Chadžimurat Gacalov | Chadžimurat Gacalov | 4                   | 3              |                           |                           |  |  |                |        |
|  | Chadžimurat Gacalov | 29 agosto 2004      |                     | 3              |                           |                           |  |  |                |        |
|  | Aljaksandr Šemarov  | 0                   |                     |                |                           |                           |  |  |                |        |
|  | Aljaksandr Šemarov  | 0                   | Chadžimurat Gacalov | 5              | Finale per il terzo posto | Finale per il terzo posto |  |  |                |        |
|  | 28 agosto 2004      |                     | Chadžimurat Gacalov | 5              | Finale per il terzo posto | Finale per il terzo posto |  |  |                |        |
|  |                     | Daniel Cormier      | 0                   |                |                           |                           |  |  |                |        |
|  | Daniel Cormier      | Daniel Cormier      | 0                   |                | Alireza Heidari           | 3                         |  |  |                |        |
|  | Daniel Cormier      |                     |                     |                | Alireza Heidari           | 3                         |  |  |                |        |
|  | bye                 |                     |                     | Daniel Cormier | 2                         |                           |  |  |                |        |
|  | bye                 |                     |                     | Daniel Cormier | 2                         |                           |  |  |                |        |
|  |                     |                     |                     |                |                           |                           |  |  | 29 agosto 2004 |        |
|  |                     |                     |                     |                |                           |                           |  |  |                |        |